# Robot Jox
Robot Jox es una película de ciencia ficción de 1990 posapocalíptica dirigida por Stuart Gordon y protagonizada por Gary Graham, Anne-Marie Johnson y Paul Koslo. La película fue coescrita por el autor de ciencia ficción Joe Haldeman. La trama de la película sigue la historia de Aquiles, uno de los «jox robot», máquinas mecánicas gigantes pilotadas por humanos que participan en batallas internacionales para resolver disputas territoriales, en un mundo posapocalíptico y distópico.
Después de que el productor Charles Band aprobara el concepto inicial de Gordon, el director se acercó a Haldeman para escribir el guion. Gordon y Haldeman se enfrentaron con frecuencia en relación con el tono de la película y el público al que estaba dirigida. El rodaje finalizó en Roma en 1987, pero la quiebra de Empire Pictures Band retrasó el estreno de la película hasta el año 1990. Generó una recaudación de 1,272 millones de dólares, que no compensó el presupuesto de 10 millones. La película recibió una respuesta negativa de la crítica y poca atención de la audiencia en su estreno, pero con el paso del tiempo ha atraído un seguimiento de culto, minoritario, además de influir en elementos de la cultura popular.

## Reparto
- Gary Graham como Achilles (Aquiles)/Jim
- Anne-Marie Johnson como Athena
- Paul Koslo como Alexander
- Robert Sampson como Comisionado Jameson (sic)